# Tinker Bell (película)
Tinker Bell (Campanilla en España) es una película animada de fantasía estadounidense de 2008 y la primera entrega de la franquicia Disney Fairies producida por DisneyToon Studios. Se trata de Tinker Bell, un personaje creado por J. M. Barrie en su obra Peter Pan y Wendy (1904), y presentado en la película animada de Disney de Peter Pan (1953) y su secuela Return to Never Land (2002). A diferencia de las dos películas de Peter Pan de Disney que presentan al personaje, que fueron producidas principalmente utilizando animación tradicional, Tinker Bell se produjo utilizando modelado 3D digital. La película se lanzó en DVD y Blu-ray por Walt Disney Studios Home Entertainment el 28 de octubre de 2008.
Tinker Bell es la primera película de Disney que presenta al personaje homónimo en un papel hablado. La actriz Brittany Murphy fue seleccionada originalmente para el papel antes de que Mae Whitman asumiera el rol. La película sigue la historia de origen de Tinker Bell, antes de conocer a Peter Pan, mientras busca su lugar en Pixie Hollow y lucha por descubrir cuál es su «talento».

## Trama
Tinker Bell nace de la primera risa de un bebé y es llevada por el viento a Pixie Hollow («Tierra de las hadas» en Hispanoamérica; «Hondonada de las hadas» en España), un lugar mágico en el País de Nunca Jamás. Es recibida por la reina Clarion y descubre que su talento es ser una de las hadas artesanas, que se encargan de crear y reparar objetos. Dos hadas artesanas, Bobble y Clank, se convierten en sus guías y le muestran el funcionamiento de Pixie Hollow, enseñándole su oficio y mostrándole su casa.
Mientras explora, Tinker Bell conoce a otras hadas con diferentes talentos: Silvermist, hada del agua; Rosetta, hada del jardín; Iridessa, hada de la luz; y Fawn, hada de los animales. Ellas le cuentan sobre las hadas que visitan Tierra Firme para llevar cada estación del año, y Tinker Bell se siente emocionada y ansiosa por unirse a ellas en la primavera. Sin embargo, también conoce a Vidia, un hada veloz que se muestra hostil hacia ella y la desafía a demostrar que puede ir a Tierra Firme. Tinker Bell crea varios inventos, pero los estropea mientras se los muestra al ministro de la primavera.
La reina Clarion le informa a Tinker Bell que solo las hadas con talentos relacionados con la naturaleza visitan Tierra Firme. La hada Mary, supervisora de las artesanas, intenta hacerla sentir orgullosa de quién es, pero en su lugar la inspira a «cambiar de talento». Tinker Bell intenta aprender habilidades relacionadas con la naturaleza, pero fracasa en sus intentos de hacer gotas de rocío con Silvermist, encender luciérnagas con Iridessa y enseñar a volar a pájaros bebés con Fawn. Mientras tanto, Bobble y Clank cubren a Tinker Bell cuando la hada Mary les pregunta sobre ella.
Cuando Tinker Bell regresa, intenta explicarse, pero la hada Mary simplemente responde que lo sabe y expresa su decepción. En la playa, Tinker Bell encuentra partes de un reloj musical y descubre cómo armarlas. Sus amigas la ven hacerlo y le dicen que debería estar orgullosa de su talento, y que Tierra Firme no importa si eso es lo que se le da bien, pero Tinker Bell aún quiere ir allí. Le pregunta a Rosetta si todavía le enseñará a ser un hada del jardín, pero ella no responde de forma diferente.
Como último recurso, Tinker Bell le pide a Vidia que le enseñe a ser una hada veloz, y le explica que sus amigas se han dado por vencidas con ella. Vidia astutamente le dice que capturar los cardos demostraría su valía como hada del jardín. Sin embargo, cuando ve que Tinker Bell está progresando, suelta los cardos capturados, y al intentar recapturarlos, destruyen todas las preparaciones para la primavera. Tinker Bell decide irse, pero después de hablar con Terence, un hada que se encarga del polvo, sobre la importancia de su trabajo, se da cuenta de lo importante que es ser un hada artesana.
Tinker Bell se redime inventando máquinas que aceleran el proceso de decorar flores, pintar mariquitas, entre otras cosas, lo que permite que las demás hadas se pongan al día con el horario y salven la llegada de la primavera. Vidia es castigada por incitar a Tinker Bell a causar el caos, y la reina Clarion permite que Tinker Bell se una a las hadas que llevan la primavera a Tierra Firme, pero ella decide quedarse en Pixie Hollow, habiendo encontrado su verdadero propósito.
Finalmente, la hada Mary llega con el reloj musical que Tinker Bell reparó y le asigna la tarea de entregarlo a su dueña original, que resulta ser Wendy Darling. La narradora termina diciendo que cuando se encuentran juguetes perdidos o un reloj roto comienza a funcionar de nuevo, «significa que una hada muy especial podría estar cerca».

## Información
Tinker Bell se da cuenta, en compañía de sus inseparables amigas Rosetta, Silvermist, Fawn e Iridessa, de sus habilidades como hada y de las cosas mágicas que puede concretar, como cuidar la naturaleza o cambiar las estaciones del año.
Se trata de la primera vez que el personaje animado Tinker Bell habla en un film original. 
En su versión en inglés original, las voces son interpretadas por artistas conocidos. Mae Whitman brinda a Tinker Bell su voz; la ganadora de los premios Emmy y Golden Globe, America Ferrera, pone la voz a la traviesa Fawn, el Hada de los animales. Raven Symoné es la voz de Iridessa, el Hada de la luz; Kristin Chenoweth la de Rosetta, el Hada del jardín; y Lucy Liu interpreta la voz de Silvermist, el Hada del agua.
Además, el cantante pop y compositor Jesse McCartney presta su voz al personaje de Terence, quien tiene a su cargo el polvillo mágico, y Anjelica Huston es la voz de la reina de la Tierra de las Hadas, Clarion.
En el doblaje al español, el cantante melódico Ricardo Montaner es Bubble; la actriz argentina Cecilia Roth es la voz de la Reina Clarion y Verdaguer, cantante argentino que adoptó la nacionalidad mexicana, interpreta al Ministro del Otoño. Otros artistas hispanoamericanos hacen las voces de los demás personajes.
Mucho antes de que Peter Pan y los niños perdidos volaran hacia el País del Nunca Jamás, el hada Campanilla y sus amigas ya creaban su propia magia especial. Ahora Tinker Bell abre las puertas de la Tierra de las Hadas, un secreto escondite en lo más profundo del País del Nunca Jamás donde viven todas las Hadas de Disney.
Esta película de DisneyToon Studios revela la historia de los primeros días de Tinker Bell en el fantástico mundo de la Tierra de las Hadas. Cada una de ellas ha nacido con un talento especial, ya sea el de hacer crecer las flores, el de darles la luz a las luciérnagas o trazar bellos dibujos en la escarcha. Tinker Bell piensa que su talento como "Hada artesana" no es tan especial o importante, porque las hadas artesanas no van a tierra firme como las demás hadas. Pero cuando trata de cambiar quién es, no hace más que desastres. Con el aliento de sus amigas Fawn, Iridessa, Rosetta y Silvermist, Tinker aprende que la clave para resolver sus problemas está en encontrar sus habilidades únicas y descubre que cuando uno es fiel a sí mismo, pueden ocurrir cosas mágicas.

## Elenco y doblaje
| Personaje                | Voz Original (Inglés) | Español (España)    | Español (Hispanoamérica) |
| ------------------------ | --------------------- | ------------------- | ------------------------ |
| Tinker Bell (Campanilla) | Mae Whitman           | Sara Heras          | Christine Byrd           |
| Silvermist               | Lucy Liu              | María Blanco        | Mireya Mendoza           |
| Rosetta                  | Kristin Chenoweth     | Yolanda Mateos      | Romina Marroquín Payro   |
| Fawn                     | America Ferrera       | Cristina Yuste      | Karla Falcón             |
| Iridessa                 | Raven-Symoné          | Elena Palacios      | Leyla Rangel             |
| Vidia                    | Pamela Adlon          | Diana Torres        | Carla Medina             |
| Hada Mary                | Jane Horrocks         | Ana Ángeles García  | María Roiz               |
| Bobble                   | Rob Paulsen           | Adolfo Moreno       | Ricardo Montaner         |
| Clank                    | Jeff Bennett          | Rafa Moreno         | Julio César Palomera     |
| Reina Clarion            | Anjelica Huston       | Lucía Esteban       | Cecilia Roth             |
| Terence                  | Jesse McCartney       | Roger González      | Roger González           |
| Ministro de Primavera    | Steve Valentine       |                     |                          |
| Ministra de Verano       | Kathy Najimy          |                     |                          |
| Ministro de Otoño        | Richard Portnow       |                     | Diego Verdaguer          |
| Ministra de Invierno     | Gail Borges           |                     |                          |
| Wendy Darling            | America Young         |                     |                          |
| Narradora                | Loreena McKennitt     | Ana Isabel Hernando | Dominika Paleta          |

### Canciones
| Inglés | Español (España)                                            | Español (Hispanoamérica)                                                                                        |
| --- | ----------------------------------------------------------- | --- |
| 1. To the Fairies They Draw Near - Escrita e interpretada por: Loreena McKennitt - Arreglos y producción: Joel McNeely                         | 1. A las hadas quieren ir - Interpretada por: Shaila Dúrcal | 1. A las hadas reunirán - Interpretada por: Ana Victoria - Disco Vocal: Jack Jackson - Letrista: Álvaro Cerviño |
| 2. Fly to Your Heart - Letra y música de: Michelle Tumes - Interpretada por: Selena Gomez - Producida por: John Fields - Arreglos: Stephen Liu | 2. Vuela - Interpretada por: Shaila Dúrcal                  | 2. Cree y atrévete - Interpretada por: Ha*Ash - Disco Vocal: Jack Jackson y Raúl Aldana - Letrista: Ha*Ash      |

La versión japonesa utiliza una canción exclusiva "Fairy Song" de Shion Yukawa.

## Secuelas
- 2009: Tinker Bell and the Lost Treasure
- 2010: Tinker Bell and the Great Fairy Rescue
- 2011: Pixie Hollow Games
- 2012: Secret of the Wings
- 2014: The Pirate Fairy
- 2015: Tinker Bell and the Legend of the NeverBeast